# Jüdischer Friedhof (Burg auf Fehmarn)

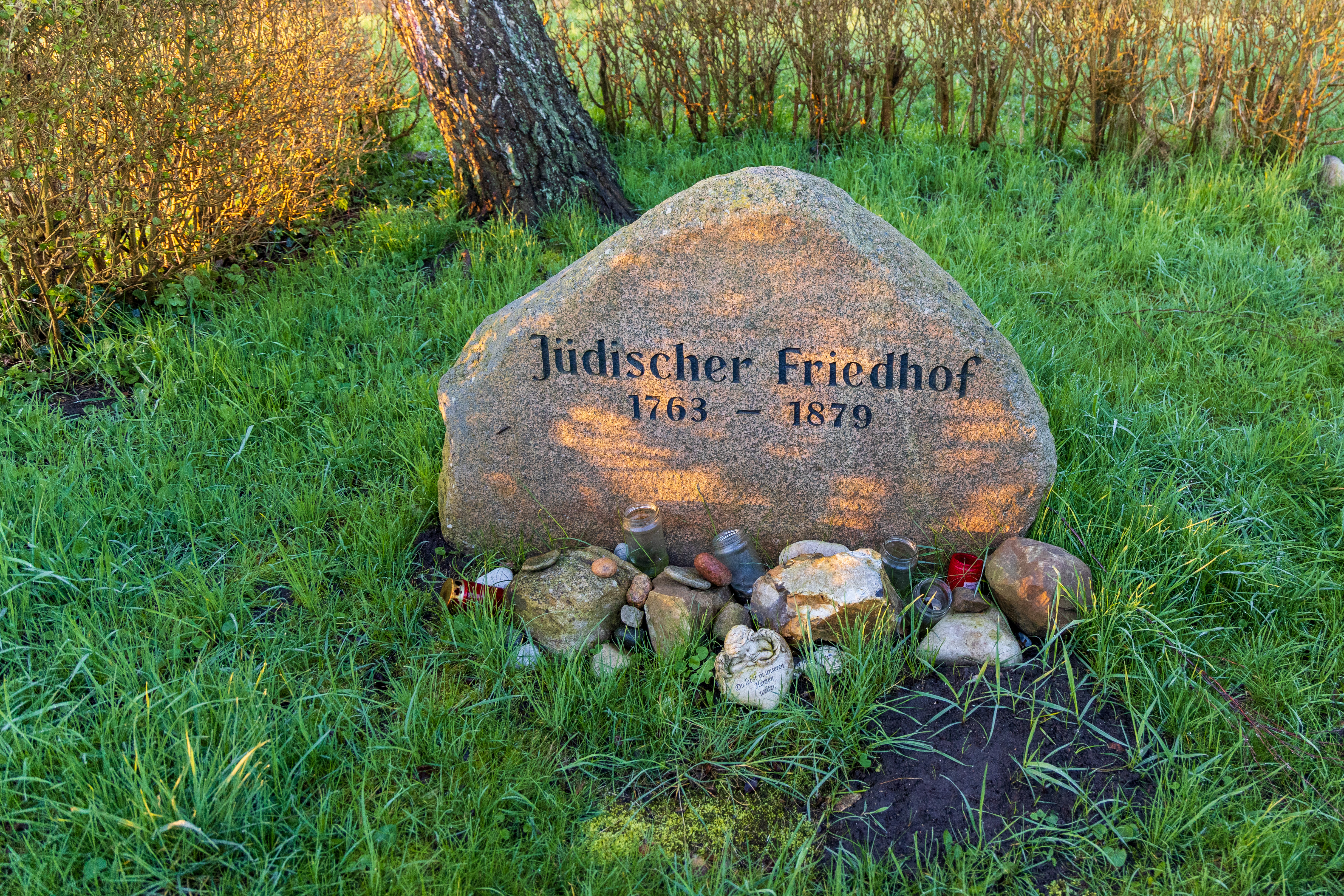
Gedenkstein auf dem ehemaligen Jüdischen Friedhof von Burg

Der Jüdische Friedhof von Burg auf Fehmarn liegt an der Sundchaussee in Richtung Blieschendorf.

## Geschichte
Zuwanderer aus Lübeck-Moisling gründeten im 19. Jahrhundert in Burg auf Fehmarn eine jüdische Kleinstgemeinde. 1800 legte die Gemeinde auf einem dreieckigen Grundstück an der Straße in Richtung Blieschendorf einen Friedhof an. 1879 fand dort die letzte Beerdigung statt. In den Jahren danach muss sich die jüdische Gemeinde aufgelöst haben. Als 1923/24 die Sundchaussee ausgebaut wurde, gab es auf Fehmarn keine Juden mehr. Sichtbare Grabstätten sind nicht mehr vorhanden. 1957 wurde auf dem Areal ein Gedenkstein gesetzt und 1958 wurde das Grundstück mit einer Hecke umgeben und das Innere zu  einem Rasenplatz umgestaltet. Der Gedenkstein wurde 2007 erneuert.